# Бришево (Поличник)
Бришево је насељено место у саставу општине Поличник у Задарској жупанији, Република Хрватска.

## Историја
До територијалне реорганизације у Хрватској налазило се у саставу старе општине Задар.

## Становништво
На попису становништва 2011. године, Бришево је имало 657 становника.

## Попис 1991.
На попису становништва 1991. године, насељено место Бришево је имало 793 становника, следећег националног састава:
| Попис 1991.‍  | Попис 1991.‍  | Попис 1991.‍ | Попис 1991.‍ | Попис 1991.‍ |
| ------------ | ------------ | ----------- | ----------- | ----------- |
|              |              |             |             |             |
| Хрвати       | Хрвати       |             | 781         | 98,48%      |
| Срби         | Срби         |             | 2           | 0,25%       |
| Албанци      | Албанци      |             | 1           | 0,12%       |
| Мађари       | Мађари       |             | 1           | 0,12%       |
| Немци        | Немци        |             | 1           | 0,12%       |
| остали       | остали       |             | 1           | 0,12%       |
| неопредељени | неопредељени |             | 1           | 0,12%       |
| непознато    | непознато    |             | 5           | 0,63%       |
| укупно: 793  |              |             |             |             |